# Спускане на вода (церемония)
Спускане на вода на кораба в много християнски култури наподобява на религиозната церемония за кръщаване на детето, в хода на която то получава своето име. Свързва се с това, че при кръщението си детето получава покровителството и защитата на Бог. Наподобявайки церемонията по спускането на кораба на вода на кръщението, моряците искат да получат защитата на Бог за себе си и своя кораб.
Кръщението представлява тайнство на посветяване в християнската църква. В католическата църква кръщението символизира края на стария живот и появата на бял свят на новия човек, наречен с ново име. Формата на церемониите и свързаните с нея ритуали могат незначително да се отличават при различните църкви, но кръщението винаги включва в себе си използването на вода и обръщение към Светата Троица: „Кръщавам те в името на Отца и Сина и Светия Дух“. Кандидата изцяло или частично се потапя във вода, или свещеника потопява главата му в света вода.
В основата на наподобяването на спуска на кораба към кръщението лежи взаимодействието и в двете области, „кръщението на човека“ частично проектира своя сценарий в „спускането на кораба на вода“. Сценария има няколко общи съставляващи: дете, кръстници, призив, молитва към Троицата, име и света вода. Изначалната цел на наподобяването е получаването от кораба на покровителството на Бога.

## В древния свят
Още гърците и римляните при спускането на корабите на вода търсят милостта на морския бог (Посейдон, Нептун): произнасяйки молитви, те поставят на главите си венци, пият вино и поливат кораба с вода, благославяйки го. При това на борда се донасят свещени реликви, които след това се съхраняват на кораба в течение на цялата му служба. При вавилонците, а по-късно и в ислямските страни молитвите са съпроводени с принасянето в жертва на животни, при викингите корабите се осветяват с помощта на човешка кръв.

## В новото време
Към началото на XVII век церемонията започва да губи чисто религиозния си характер и придобива чертите на светска традиция. Така например, през 1610 година, при кръщаването на английския линеен кораб HMS Prince Royal принцът на Уелс се качва на борда, пие вино от златна чаша, тържествено произнася името на кораба и, напръсквайки с вино кораба, моли за божествената защита над кораба, неговия екипаж и пътници. Подобни чаши, наричани „високи бокали“ и направени от скъпоценни материали, се използват в британския флот и занапред. Според традицията, след спускането на кораба те се хвърлят зад борда, но когато британският флот започва да расте със съвсем ударни темпове този ритуал е преценен като разточителен, и от 1690 г. бокалите не се използват, заменяйки ги с бутилки с вино.
До началото на XIX век бутилката просто се хвърля по кораба, обаче през 1811 г. неудачно хвърлена бутилка удря един от зрителите, след което вече започват да ги привързват с въже. По това време се появява традицията в церемонията да участват жени. В някои от церемониите се използва светена вода, налята от седемте морета морска вода, най-различни напитки от гроздов сок до мадейра и коняк. От края на XIX век започва традицията да се използва именно шампанско. По времето на „сухия закон“ използването на алкохол е ограничено, и, например, през 1931 г. преоборудваната за арктическо подледно плаване американска подводница е кръстена „Наутилус“ (USS O-12 (SS-73)) с помощта на кофа с лед.
В Руския флот, създаден при Петър I, церемонията по спускането на вода се състои от оръдеен салют, възвещаващ началото на церемонията, след което корабният майстор получава награда за памет – обичайно, сребърна чаша. След това под артилерийски салюти от крепостите и другите кораби се прерязват поддържащите дървени подпори, като се освобождава кораба и той се спуска във водата.

## Съвременна церемония
В американския флот в спускането на кораба взема участие sponsor (бълг. – „настойник, попечител“). По аналогия с кръщението в церемонията участва или един попечител, или два, но задължително от различен пол: кръстник (англ. – „godfather“) и кръстница (англ. – „godmother“). Поради това, че през периода на Реформацията церемония в значителна степен губи своя религиозен характер, в ролята на попечителя встъпват представители на светската власт. В английския флот попечители могат да бъдат членовете на кралското семейство, старши морски офицери, представители на адмиралтейството. От XIX век, ролята на попечител, като правило, се изпълнява от жени. Историята пази името на първата кръстница в американския флот – Лавиния Уотсън, дъщеря на известен жител на Филаделфия. На 22 август 1846 г. тя кръщава ветроходния съд „Germantown“ във филаделфийския корабостроителен завод.
Ключов момент от церемонията по спускането е „наричането“ на кораба с име, което символизира прехода на кораба в новото му състояние, началото на негоявия живот. Кръстницата или кръстника тържествено се обръща към кораба с думите: „In the name of the United States I christen thee…“ („В името на САЩ те кръщавам...“), произнася се името на кораба, следва разбиването на бутилка с някаква течност. В ролята на „светата вода“ може да се използва вода, сайдер, вино, но традиционно се предпочитат светска напитка – шампанско. Бутилката се разбива в носовата част на кораба: „As „Constitution“ ran out, Captain Sever broke a bottle of fine old madeira over the heel of the bowsprit“. („След като „Конститюшън“ тръгна, капитан Север счупи бутилка хубава стара мадейра над петата на бушприта“). Мястото на разбиване е избрано неслучайно и е свързано с това, че носовата част на кораба метафорично се възприема като глава на човек. Именно главата на човек се потапя в купела със светена вода от свещеника при кръщението.
След наричането с име кораба по стапелите се спуска във водата, което също поражда образна метафора с потопяването на детето в купела със светена вода. Любопитно е, че ложето на стапела, на което стои кораба, се нарича с лексемата „cradle“ – люлка, кошарка, което още веднъж подчертава антропоцентричния характер на съда. Кораба, подобно на детето, напуска своята „люлка“, когато вече е способен да се придвижва в пространството.
В съвременния руски флот церемонията по спускането на вода става в тържествена обстановка, в присъствието на високопоставени гости, а странични лица практически не се допускат на подобни церемонии, вследствие на което основната маса на участниците на спуска на вода – това са строителите от завода и екипажът на кораба. Шампанското, в този случай, обикновено разбива командирът на кораба.

## Галерия
- Певицата Мариан Андерсън на церемонията по „кръщаването“ на търговския кораб, първият наречен в чест на афроамериканец – Букър Талиафер Вашингтон
- „Кръщелно оръдие“, „изстрелващо“ бутилката с шампанско в борда на кораба. Норвегия, XX век
- Керъл Армстронг, разбиваща бутилката в борда на изследователския кораб, наречен в чест на Нийл Армстронг, 2014 година
- Мишел Обама – „кръстница“ на кораб на бреговата охрана, 2010 година
- Губернатор ът на щата Хаваи Линда Лингъл „кръщава“ подводницата USS Hawaii (SSN 776)